# Adrapsa mediana
Adrapsa mediana là một loài bướm đêm trong họ Noctuidae.